# Bruzovští z Bruzovic
Rod svobodných pánů z Bruzovic (do 19. stol. z Brusovic, něm. Freiherrs von Brusowitz, či Freiherrs von Bruschowitz) byl menší slezský šlechtický rod, který spadal pod Těšínské knížectví. Zakladatelem české větve byl Andreas de Brus, v češtině Ondřej Brus (případně „Ondřej řečený Brus“), dvořan prvního těšínského knížete Měška. Rod také hrál důležitou roli v historii obce Bruzovice jakožto její leníci.

## Sídlo
Kolébkou rodu byl bruzovický panský dvůr (tzv. folwark). První zmínky pochází až z 2. července 1458. Přesná poloha dnes není známa, v úvahu přicházejí dvě možnosti:
1. Na vrcholu tzv. Bruzovického kopce na rozhraní katastru Bruzovic a obce Sedliště. Horní dvůr, jak se mu i dnes říká, do současnosti prošel mnoha změnami a již nic nepřipomíná jeho původní význam a strukturu.
2. Území v trati zv. Stará cesta, nedaleko hranice s Panskými Novými Dvory (asi 1 400 m jz od středu obce). V malém zalesněném údolíčku, kde pramení jeden z přítoků potoka Říčky, bylo nalezeno možné tvrziště či drobné DSO. Místo se nachází ve svahu na severní straně údolí, které je velmi hluboké a zvrásněné potokem. Lokalita ukazuje rysy typické pro drobná středověká sídla: předhradí, náznaky příkopu i centrální, takřka pravidelné čtvercové plato jádra sídla. Z těchto míst pochází některé keramické nálezy, které datují místo, nepočítaje nálezy pravěké, jako středověké. Tato keramika byla předběžně zařazena do 13.–15. století a může souviset se starou obchodní cestou z Těšína, která tehdy zřejmě procházela touto lokalitou. Předpokládat existenci drobného středověkého opevnění v blízkosti původní obchodní cesty je velmi pravděpodobné. S odkazem na prehistorické nálezy lze dokonce připustit domněnku, že tehdejší stavitelé mohli využít upravený terén, který byl osídlen již v pravěku.[1]

## Historie rodu
- Původ Andrease de Bruse (jak je jméno zapsáno v dochovaných listinách) je však možné blíže přiblížit a situovat do historického prostředí.[2]
- První zmínku o šlechtici s přídomkem „de Brus“ je nutno hledat skutečně hodně hluboko historii a zeměpisně ve značně vzdálené oblasti. Záznam pochází z počátku minulého tisíciletí. V létech 1046 až 1053 je připomínán Robert de Brus, který tehdy přišel na Britské ostrovy z Normandie. Jedna z teorií tvrdí, že byl původem ze Šlesvicka, jiná uvádí jeho Vlámský původ. V Anglii se rod Brusů začal nazývat „de Bruce“, rozdělil se na dvě větve, anglickou a skotskou. V roce 1171 anglická větev vymřela a následnictví přešlo na Roberta II. Adama de Brus, lorda Skeltona, jehož syn se stal také druhým lordem z Annandale. Díky spříznění se skotským královským rodem byli později dva příslušníci tohoto rodu skotskými králi.[3]
- Andreas de Brus, podle nějž jsou pojmenovány Bruzovice, pravděpodobně pocházel z tohoto rodu, původem ze Šlevicka, či Vlámska, po předku, který v 11. století neodešel s Vilémem Dobyvatelem do Anglie, ale zůstal na rodných statcích. Odtud patrně Andreas přesídlil na Těšínsko.
- Zmínky o rodu Bruzovských z Bruzovic pochází z roku 1482. Zmíněni jsou tři jeho příslušníci: Jan, Toman a Mikuláš, z nich Jan byl od roku 1485 držitelem Vésky u Příbora.
- Roku 1520 – Sňatek Zuzany Bruzovské z Bruzovic, jedné z posledních známých příslušnic tohoto rodu, s Filipem z Víckova. Stala se babičkou Jana Adama z Víckova, známého moravského pobělohorského emigranta a vůdce vzbouřených Valachů.[4]

## Rod v dnešní době
Jelikož poslední zmínka o rodu, sňatek Zuzany Bruzovské z Bruzovic s Filipem z Víckova (dědem právě Jana Adama z Víckova), pochází z roku 1520, je velmi těžké odhadovat, co se dělo s rodem poté.